# Manfred Walter

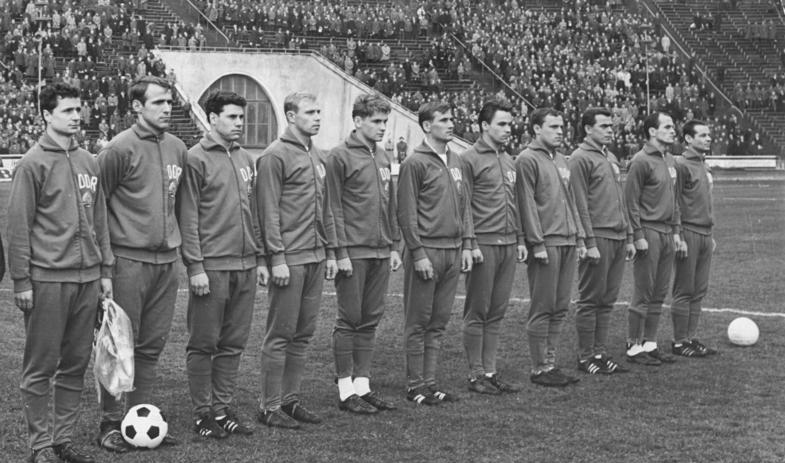
Manfred Walter (vierter von links) mit der DDR-Nationalmannschaft im Jahr 1967

Manfred Walter (* 31. Juli 1937 in Wurzen) ist ein ehemaliger deutscher Fußballspieler und späterer -trainer.

## Sportliche Laufbahn
Manfred Walter spielte zunächst von 1946 bis 1951 für die BSG Traktor im östlich von Leipzig gelegenen Nischwitz. Danach wechselte er zunächst zur BSG Motor Wurzen, 1953 dann zum Lokalrivalen BSG Empor Wurzen, dessen 1. Männermannschaft gerade in die drittklassige Bezirksliga Leipzig aufgestiegen war. Bereits in der Saison 1956 spielte „Manner“ Walter acht Partien (ohne Tor) für die Wurzener in der zweithöchsten Spielklasse, der DDR-Liga.
Nach dem Schulabschluss erlernte Walter den Beruf eines Maschinenschlossers. In dieser Tätigkeit arbeitete er von 1954 bis 1960 bei der Deutschen Reichsbahn. Mit 22 Jahren wurde er 1960 zum Oberligisten SC Lok Leipzig delegiert. Dort kam der 1,80 m große Abwehrspieler am 5. März 1961 zu seinem ersten Oberligaeinsatz. Nach der Neuordnung des Leipziger Fußballs im Jahre 1963 wurde Walter der neu gegründeten BSG Chemie Leipzig zugeteilt, die den Ligaplatz des SC Lok Leipzig übernahm. Mit den Leutzschern gewann er sensationell die DDR-Meisterschaft 1964. Die angeblich besten Leipziger Spieler wurden vor der Saison zum SC Leipzig delegiert, der die neue Nummer eins in der Stadt werden sollte. Diese Mannschaft übernahm den Ligaplatz vom SC Rotation Leipzig.
Die sogenannte „Restetruppe“ von Chemie Leipzig durchkreuzte jedoch die Pläne der Funktionäre und sicherte sich den Titel. Außerdem gewann Walter 1966 mit den Leutzschern den FDGB-Pokal. Walter blieb Chemie Leipzig bis zum Ende seiner Karriere im Jahr 1972 treu. Insgesamt bestritt der später etatmäßige Libero 243 Spiele in der DDR-Oberliga und erzielte dabei neun Tore.
Sein Debüt in der DDR-Nationalmannschaft gab Manfred Walter am 3. Januar 1965 in Montevideo beim 2:0-Erfolg gegen Uruguay. Nach 16 Länderspielen beendete er 1967 seine internationale Karriere beim 3:2 gegen Dänemark. Außerdem wurde Walter 1964 in neun Spielen der Olympiaelf eingesetzt. Am 23. Oktober 1964 stand er bei den Olympischen Spielen 1964 in Tokio im kleinen Finale des olympischen Fußballturniers gegen Ägypten und gewann nach einem 3:1-Sieg mit seiner Mannschaft die Bronzemedaille.

## Weiterer Werdegang
Manfred Walter blieb auch nach seiner aktiven Karriere bei der BSG Chemie Leipzig und arbeitete zunächst als Mannschaftsleiter und Nachwuchstrainer. Ebenfalls kümmerte er sich mit Unterbrechungen zwischen 1971 und 1992 im damaligen Georg-Schwarz-Sportpark um die Instandhaltung der Sportstätte. In der Saison 1981/82 trainierte er die 1. Mannschaft der BSG Chemie Leipzig, die zu dieser Zeit in der zweitklassigen DDR-Liga spielte.